# Sumu-epuh
Sumu-epuh fut un roi du royaume du Yamhad (Alep). Il a régné au début du XVIIIe siècle av. J.-C., jusqu'en 1781. Il est l'un des plus puissants rois de son temps.
Il apparaît dans les sources de Mari, où le roi local Yahdun-Lim rejette son alliance au profit de celle avec la cité d'Eshnunna. Ceci ne semble pas avoir plu à Sumu-epuh, qui soutient alors une révolte de nomades dans le royaume de Mari, qui est finalement matée.
Mari passe par la suite sous le contrôle de Samsi-Addu, fondateur du Royaume de Haute-Mésopotamie. Celui-ci choisit de s'allier à Qatna, et le Yamhad se retrouve alors pris entre ces deux adversaires. Une guerre éclate, qui ne voit aucun vainqueur.
Sumu-epuh meurt peu après, alors que ses relations avec ses voisins se sont calmées. Son fils Yarim-Lim Ier lui succède.